# Cryptopygus constrictus
Cryptopygus constrictus är en urinsektsart som först beskrevs av James P. Folsom 1937.  Cryptopygus constrictus ingår i släktet Cryptopygus och familjen Isotomidae. Inga underarter finns listade i Catalogue of Life.